# Wimbledon 2015 (turniej legend kobiet)
Wimbledon 2015 – turniej legend kobiet – zawody deblowe legend kobiet, rozgrywane w ramach trzeciego w sezonie wielkoszlemowego turnieju tenisowego, Wimbledonu. Zmagania miały miejsce w dniach 7–12 lipca na trawiastych kortach All England Lawn Tennis and Croquet Club w London Borough of Merton – dzielnicy brytyjskiego Londynu.

## Drabinka

#### Klucz
- w/o – walkower
- k – krecz
- d – dyskwalifikacja
- Q – kwalifikant
- WC – dzika karta
- LL – szczęśliwy przegrany
- Alt – zawodnik zastępczy
- PR – ochrona rankingu
- SE – specjalna przepustka
- ITF – ranking ITF
- JE – ranking juniorski

### Faza początkowa

#### Grupa A
|    |                                      | Tracy Austin Helena Suková | Marion Bartoli Iva Majoli | Lindsay Davenport Mary Joe Fernández | Martina Navrátilová Salima Safar | Mecze W–L | Sety W–L | Gemy W–L | Miejsce |
| A1 | Tracy Austin Helena Suková           |                            | walkower (10 lipca)       | 2:6, 4:6 (7 lipca)                   | 2:6, 2:6 (8 lipca)               | 0–3       | 0–4      | 10–24    | 4.      |
| A2 | Marion Bartoli Iva Majoli            | walkower (10 lipca)        |                           | 2:6, 7:5, 2–10 (8 lipca)             | 6:7(3), 4:6 (7 lipca)            | 1–2       | 1–4      | 19–25    | 3.      |
| A3 | Lindsay Davenport Mary Joe Fernández | 6:2, 6:4 (7 lipca)         | 6:2, 5:7, 10–2 (8 lipca)  |                                      | 4:6, 1:6 (10 lipca)              | 2–1       | 4–3      | 29–27    | 2.      |
| A4 | Martina Navrátilová Salima Safar     | 6:2, 6:2 (8 lipca)         | 7:6(3), 6:4 (7 lipca)     | 6:4, 6:1 (10 lipca)                  |                                  | 3–0       | 6–0      | 37–19    | 1.      |

## Pula nagród
| Runda                    | Pieniądze (£) |
| Zwyciężczynie            | 22 000        |
| Finalistki               | 19 000        |
| Drugie miejsce w grupie  | 16 000        |
| Trzecie miejsce w grupie | 15 000        |
| Czwarte miejsce w grupie | 14 000        |